# عيسى موسى
عيسى موسى ناجي (19 ديسمبر 1987) لاعب كرة قدم بحريني يلعب حاليا لصالح نادي الدرجة الأولى المنامة البحريني في مركز المهاجم من 2005.